# Giải vô địch bóng đá U-17 châu Á 2006
Giải vô địch bóng đá U-17 châu Á 2006 là phiên bản thứ 12 của Giải vô địch bóng đá U-17 châu Á. Giải được tổ chức từ ngày 3 tháng 9 đến ngày 16 tháng 9 năm 2006 tại Singapore. Nhật Bản vô địch giải đấu lần thứ 2 sau khi thắng CHDCND Triều Tiên 4–2 ở trận chung kết.

## Các đội tham dự
Lào đã giành chiến thắng ở bảng I trong vòng loại và được xếp vào bảng C trong trận chung kết, nhưng sau đó bị loại vì sử dụng các cầu thủ quá tuổi trong giải đấu U-13 ở Qatar. Úc, đội xếp sau Lào ở vòng loại, đã không giành được suất, do đó không có sự thay thế nào cho Lào. Do đó, chỉ có mười lăm đội thi đấu trong giải đấu.
| - Bangladesh - Trung Quốc - Iran - Iraq | - Nhật Bản - Hàn Quốc - Ả Rập Xê Út - CHDCND Triều Tiên | - Tajikistan - Myanmar - Nepal - Singapore (chủ nhà) | - Syria - Việt Nam - Yemen |

## Sân vận động
- Sân vận động Jalan Besar
- Sân vận động Bishan

## Vòng bảng

### Bảng A
| Đội       | Đ | ST | T | H | B | BT | BB | HS |
| --------- | - | -- | - | - | - | -- | -- | -- |
| Nhật Bản  | 7 | 3  | 2 | 1 | 0 | 10 | 3  | +7 |
| Hàn Quốc  | 6 | 3  | 2 | 0 | 1 | 7  | 4  | +3 |
| Singapore | 2 | 3  | 0 | 2 | 1 | 2  | 4  | -2 |
| Nepal     | 1 | 3  | 0 | 1 | 2 | 0  | 8  | -8 |

| Hàn Quốc                                                | 3 – 1 | Singapore |
| ------------------------------------------------------- | ----- | --------- |
| Choi Jin-soo 35' · Kim Jung-Hyun 66' · Gu Ja-Myeong 88' |       | Quak 56'  |

| Nhật Bản                                                        | 6 – 0 | Nepal |
| --------------------------------------------------------------- | ----- | ----- |
| Yamada 8' · Okamoto 13' · Hanato 69', 77' · Mizunuma 80', 90+1' |       |       |

| Singapore          | 1 – 1 | Nhật Bản     |
| ------------------ | ----- | ------------ |
| Izzdin 86' (ph.đ.) |       | Kakitani 81' |

| Hàn Quốc                             | 2 – 0 | Nepal |
| ------------------------------------ | ----- | ----- |
| Seol Jae-Mun 45' · Joo Sung-Hwan 81' |       |       |

| Nhật Bản                       | 3 – 2 | Hàn Quốc               |
| ------------------------------ | ----- | ---------------------- |
| Mizunuma 19', 90' · Otsuka 67' |       | Joo Sung-Hwan 59', 74' |

| Singapore | 0 – 0 | Nepal |
| --------- | ----- | ----- |
|           |       |       |

### Bảng B
| Đội        | Đ | ST | T | H | B | BT | BB | HS |
| ---------- | - | -- | - | - | - | -- | -- | -- |
| Tajikistan | 9 | 3  | 3 | 0 | 0 | 7  | 4  | +3 |
| Iran       | 4 | 3  | 1 | 1 | 1 | 2  | 2  | 0  |
| Iraq       | 2 | 3  | 0 | 2 | 1 | 1  | 2  | -1 |
| Yemen      | 1 | 3  | 0 | 1 | 2 | 4  | 6  | -2 |

| Iran             | 1 – 0 | Yemen |
| ---------------- | ----- | ----- |
| Alimohammadi 32' |       |       |

| Iraq | 0 – 1 | Tajikistan     |
| ---- | ----- | -------------- |
|      |       | Karabaev 90+3' |

| Yemen        | 1 – 1 | Iraq         |
| ------------ | ----- | ------------ |
| Al-Ameri 81' |       | Mohammed 22' |

| Tajikistan           | 2 – 1 | Iran            |
| -------------------- | ----- | --------------- |
| Tukhtasunov 13', 23' |       | Daghagheleh 75' |

| Iran | 0 – 0 | Iraq |
| ---- | ----- | ---- |
|      |       |      |

| Yemen                            | 3 – 4 | Tajikistan                                       |
| -------------------------------- | ----- | ------------------------------------------------ |
| Al-Ameri 41', 90+2' · Omar 45+1' |       | Tokhirov 51' · Tukhtasunov 55', 82' · Vasiev 67' |

### Bảng C
| Đội               | Đ | ST | T | H | B | BT | BB | HS |
| ----------------- | - | -- | - | - | - | -- | -- | -- |
| Ả Rập Xê Út       | 6 | 2  | 2 | 0 | 0 | 7  | 1  | +6 |
| CHDCND Triều Tiên | 3 | 2  | 1 | 0 | 1 | 7  | 4  | +3 |
| Myanmar           | 0 | 2  | 0 | 0 | 2 | 2  | 11 | -9 |

| CHDCND Triều Tiên | 1 – 2 | Ả Rập Xê Út                   |
| ----------------- | ----- | ----------------------------- |
| An Il-Bom 43'     |       | Al-Dossari 46' · Fallatah 58' |

| Myanmar                                | 2 – 6 | CHDCND Triều Tiên                                                     |
| -------------------------------------- | ----- | --------------------------------------------------------------------- |
| Kyaw Ko Ko 48' · Kyaing Aung Pyone 74' |       | Ri Myong-Jun 11', 36' · Ri Sang-Chol 45+2', 55' · O Jin-Hyok 60', 61' |

| Ả Rập Xê Út                                                       | 5 – 0 | Myanmar |
| ----------------------------------------------------------------- | ----- | ------- |
| Al-Dossari 8' · Hazazi 29', 37' · Al-Matrafi 33' · Al-Shamari 82' |       |         |

### Bảng D
| Đội        | Đ | ST | T | H | B | BT | BB | HS  |
| ---------- | - | -- | - | - | - | -- | -- | --- |
| Trung Quốc | 7 | 3  | 2 | 1 | 0 | 9  | 3  | +6  |
| Syria      | 6 | 3  | 2 | 0 | 1 | 9  | 1  | +8  |
| Việt Nam   | 4 | 3  | 1 | 1 | 1 | 5  | 5  | 0   |
| Bangladesh | 0 | 3  | 0 | 0 | 3 | 0  | 14 | -14 |

| Trung Quốc       | 1 – 0 | Syria |
| ---------------- | ----- | ----- |
| Wang Yongxin 89' |       |       |

| Bangladesh | 0 – 2 | Việt Nam                                          |
| ---------- | ----- | ------------------------------------------------- |
|            |       | Tran Viet Trung 55' · Hoàng Danh Ngọc 72' (ph.đ.) |

| Syria                                                                  | 7 – 0 | Bangladesh |
| ---------------------------------------------------------------------- | ----- | ---------- |
| Jaafar 8', 61' (ph.đ.) · Mido 10', 15', 56' · Solaiman 12' · Ajouz 42' |       |            |

| Việt Nam                                                        | 3 – 3 | Trung Quốc                                  |
| --------------------------------------------------------------- | ----- | ------------------------------------------- |
| Tran Viet Trung 29' · Đào Ngọc Phước 31' · Nguyễn Văn Trung 73' |       | Wang Yunlong 64' (ph.đ.), 79' · Ma Long 90' |

| Trung Quốc                                          | 5 – 0 | Bangladesh |
| --------------------------------------------------- | ----- | ---------- |
| Ma Long 27', 81' · Gao Di 42', 45' · Li Haifang 76' |       |            |

| Syria                | 2 – 0 | Việt Nam |
| -------------------- | ----- | -------- |
| Mido 80' · Ajouz 83' |       |          |

## Vòng loại trực tiếp
Thời gian: Múi giờ Singapore (UTC+8)

### Sơ đồ
|  | Tứ kết            | Tứ kết            |                |       | Bán kết       | Bán kết       |  |  | Chung kết | Chung kết |
|  |                   |                   |                |       |               |               |  |  |           |           |
|  | 11 tháng 9        |                   |                |       |               |               |  |  |           |           |
|  |                   |                   |                |       |               |               |  |  |           |           |
|  | Nhật Bản (PSO)    | 1 (8)             |                |       |               |               |  |  |           |           |
|  | Nhật Bản (PSO)    | 1 (8)             | 14 tháng 9     |       |               |               |  |  |           |           |
|  | Iran              | 1 (7)             |                |       |               |               |  |  |           |           |
|  | Iran              | 1 (7)             | Nhật Bản       | 2     |               |               |  |  |           |           |
|  | 11 tháng 9        |                   | Nhật Bản       | 2     |               |               |  |  |           |           |
|  |                   | Syria             | 0              |       |               |               |  |  |           |           |
|  | Ả Rập Xê Út       | Syria             | 0              | 1     |               |               |  |  |           |           |
|  | Ả Rập Xê Út       |                   | 17 tháng 9     | 1     |               |               |  |  |           |           |
|  | Syria             | 2                 |                |       |               |               |  |  |           |           |
|  | Syria             | 2                 | Nhật Bản (AET) | 4     |               |               |  |  |           |           |
|  | 11 tháng 9        |                   | Nhật Bản (AET) | 4     |               |               |  |  |           |           |
|  |                   | CHDCND Triều Tiên | 2              |       |               |               |  |  |           |           |
|  | Tajikistan        | CHDCND Triều Tiên | 2              | 1     |               |               |  |  |           |           |
|  | Tajikistan        | 14 tháng 9        |                | 1     |               |               |  |  |           |           |
|  | Hàn Quốc          | 0                 |                |       |               |               |  |  |           |           |
|  | Hàn Quốc          | 0                 | Tajikistan     | 0     |               |               |  |  |           |           |
|  | 11 tháng 9        |                   | Tajikistan     | 0     |               |               |  |  |           |           |
|  |                   | CHDCND Triều Tiên | 3              |       | Tranh hạng ba | Tranh hạng ba |  |  |           |           |
|  | Trung Quốc        | CHDCND Triều Tiên | 3              | 1     | Tranh hạng ba | Tranh hạng ba |  |  |           |           |
|  | Trung Quốc        |                   | 17 tháng 9     | 1     |               |               |  |  |           |           |
|  | CHDCND Triều Tiên | 2                 |                |       |               |               |  |  |           |           |
|  | CHDCND Triều Tiên | 2                 | Syria          | 3 (4) |               |               |  |  |           |           |
|  |                   |                   |                |       |               |               |  |  |           |           |
|  | Tajikistan (PSO)  | 3 (5)             |                |       |               |               |  |  |           |           |
|  | Tajikistan (PSO)  | 3 (5)             |                |       |               |               |  |  |           |           |

### Tứ kết
| Nhật Bản | 1 – 1 (h.p.) | Iran |
| --- | ------------ | --- |
| Kakitani 14'                                                                                                   |              | Alimohammadi 73' |
| Loạt sút luân lưu                                                                                              |              | |
| Mizunuma · Tanaka · Hironaga · Higa · Kai · Yamazaki · Kanai · Okamoto · Yamada · Kakitani · Mizunuma · Tanaka | 8 – 7        | Alimohammadi · Ehsan Hajysafi · Seyed Amiri · Shahryar Shirvand · Mehdi Daghagheleh · Hamidreza Aliasgari · Karim Ansari · Arash Gholizadeh · Bakhtiar Rahmani · Noushi Sofiani · Alimohammadi · Ehsan Hajysafi |

| Tajikistan | 1 – 0 | Hàn Quốc |
| ---------- | ----- | -------- |
| Vasiev 81' |       |          |

| Ả Rập Xê Út          | 1 – 2 | Syria                  |
| -------------------- | ----- | ---------------------- |
| Fahad Al-Dossari 46' |       | Mohamad Jaafar 9', 74' |

| Trung Quốc | 1 – 2 (h.p.) | CHDCND Triều Tiên                  |
| ---------- | ------------ | ---------------------------------- |
| Gao Di 16' |              | Ri Myong-Jun 20' · O Jin-Hyok 110' |

### Bán kết
| Nhật Bản                 | 2 – 0 | Syria |
| ------------------------ | ----- | ----- |
| Saito 69' · Kakitani 79' |       |       |

| Tajikistan | 0 – 3 | CHDCND Triều Tiên                     |
| ---------- | ----- | ------------------------------------- |
|            |       | An Il-Bom 26', 53' · Ri Sang-Chol 38' |

### Tranh hạng ba
| Syria                                                     | 3 – 3 (h.p.) | Tajikistan                                   |
| --------------------------------------------------------- | ------------ | -------------------------------------------- |
| Mohamad Jaafar 45+1', 94' · Solaiman Solaiman 50' (ph.đ.) |              | Fatkhuloev 29' · Sobirov 67' · Karabaev 114' |
| Loạt sút luân lưu                                         |              |                                              |
|                                                           | 4 – 5        |                                              |

### Chung kết
| Nhật Bản                                      | 4 – 2 (h.p.) | CHDCND Triều Tiên                |
| --------------------------------------------- | ------------ | -------------------------------- |
| Kakitani 57' · Hanato 78' · Kawano 113', 120' |              | O Jin-Hyok 7' · Ri Sang-Chol 25' |

## Vô địch
| Giải vô địch bóng đá U-17 châu Á 2006 |
| ------------------------------------- |
| · Nhật Bản · Lần thứ hai              |

## Giải thưởng
| Cầu thủ xuất sắc nhất giải | Vua phá lưới           | Đội đoạt giải phong cách |
| -------------------------- | ---------------------- | ------------------------ |
| Yoichiro Kakitani          | Mohamad Jaafar (6 bàn) | Nhật Bản                 |

## Tham dựGiải vô địch bóng đá U-17 thế giới 2007
- Nhật Bản
- CHDCND Triều Tiên
- Tajikistan
- Syria
- Hàn Quốc (chủ nhà)

## Danh sách các cầu thủ ghi bàn
| 6 bàn - Mohamad Jaafar 4 bàn - Kota Mizunuma - Yoichiro Kakitani - O Jin-Hyok - Ri Sang-Chol - Mohamad Mido - Davronjon Tukhtasunov 3 bàn - Gao Di - Ma Long - Jin Hanato - Joo Sung-Hwan - Fahad Al-Dossari - An Il-Bom - Ri Myong-Jun - Muaadh Al-Ameri 2 bàn - Wang Yunlong - Jalalaldin Alimohammadi - Hiroki Kawano - Mohammed Hazazi - Solaiman Solaiman - Ziad Ajouz - Abdukayum Karabaev - Farkhod Vasiev - Tran Viet Trung | 1 bàn - Li Haifang - Wang Yongxin - Mehdi Daghagheleh - Emar Mohammed - Manabu Saito - Naoki Yamada - Shohei Otsuka - Tomotaka Okamoto - Choi Jin-soo - Gu Ja-Myeong - Kim Jung-Hyun - Seol Jae-Mun - Abdulaziz Al-Shamari - Raqi Fallatah - Thenyan Al-Matrafi - Ko Kyaw Ko - Kyaing Aung Pyone - Muhammad Izzdin Yacob - Quak Jun-Yi - Fatkhullo Fatkhuloev - Farkhod Tokhirov - Kurbonali Sobirov - Đào Ngọc Phước - Hoàng Danh Ngọc - Nguyễn Văn Trung - Abdullah Omar |

## Các đội bóng ghi bàn hàng đầu
| 17 bàn - Nhật Bản 14 bàn - CHDCND Triều Tiên - Syria 11 bàn - Tajikistan 10 bàn - Trung Quốc 8 bàn - Ả Rập Xê Út 7 bàn - Hàn Quốc 5 bàn - Việt Nam | 4 bàn - Yemen 3 bàn - Iran 2 bàn - Singapore - Myanmar 1 bàn - Iraq 0 bàn - Nepal - Bangladesh |